# Oloossón
Oloossón, en grec ancien : Ὀλοοσσών, est une polis de la Perrhébie, en Thessalie antique.
Elle est située près d'Elone (en) et de Gonnos et est citée dans le Catalogue des vaisseaux de l'Iliade d'Homère qui lui donne l'épithète de « blanche », en raison de son sol argileux blanc. Chez Procope de Césarée, le nom apparaît sous la forme corrompue de Lossonus.